# Nati nel 1951/Dicembre
| Questa pagina contiene informazioni ricavate automaticamente dalle voci biografiche con l'ausilio del template Bio e di un bot. L'aggiornamento è periodico e automatico e ricostruisce completamente la pagina. Se manca una persona in questa lista, sei pregato di non aggiungerla, ma accertati piuttosto che la sua voce biografica contenga il template Bio e che i dati anagrafici siano correttamente compilati. Se il template Bio manca, inseriscilo tu stesso o, in alternativa, metti l'avviso {{tmp\|Bio}} che ne segnala la mancanza. Se i dati riportati sono sbagliati, correggi direttamente la voce biografica; le modifiche saranno visibili in questa lista entro pochi giorni. Per chiarimenti vedi il progetto biografie. La lista contiene solo le 239 persone che sono citate nell'enciclopedia e per le quali è stato implementato correttamente il template Bio. Pagina aggiornata al 18 ago 2025. |

- 1º dicembre - Aleksandăr Panajotov Aleksandrov, cosmonauta bulgaro
- 1º dicembre - Obba Babatundé, attore statunitense
- 1º dicembre - Rick Bragnalo, ex hockeista su ghiaccio canadese
- 1º dicembre - Vincenzo Di Mauro, arcivescovo cattolico italiano
- 1º dicembre - Richard Hobert, regista e sceneggiatore svedese
- 1º dicembre - Sijka Kelbečeva, ex canottiera bulgara
- 1º dicembre - Jaco Pastorius, bassista, compositore e produttore discografico statunitense († 1987)
- 1º dicembre - Joe Schiraldi, ex calciatore italiano
- 1º dicembre - Treat Williams, attore e cantante statunitense († 2023)
- 1º dicembre - Vittorio Zambardino, giornalista italiano
- 2 dicembre - Pino Ammendola, attore, doppiatore e regista italiano
- 2 dicembre - Bernard Gardon, ex calciatore francese
- 2 dicembre - Jiro Kondo, egittologo giapponese
- 2 dicembre - Tadeusz Kusy, vescovo cattolico polacco († 2024)
- 2 dicembre - József Tóth, calciatore ungherese († 2022)
- 3 dicembre - Adilson de Freitas Nascimento, cestista brasiliano († 2009)
- 3 dicembre - Mike Bantom, ex cestista statunitense
- 3 dicembre - Jim Brewer, ex cestista, allenatore di pallacanestro e dirigente sportivo statunitense
- 3 dicembre - Ray Candy, wrestler statunitense († 1994)
- 3 dicembre - Eugene Clark, attore e ex giocatore di football americano canadese
- 3 dicembre - Rick Mears, pilota automobilistico statunitense
- 3 dicembre - Nikenike Vurobaravu, diplomatico e politico vanuatuano
- 3 dicembre - Riki Choshu, ex wrestler giapponese
- 4 dicembre - Dan Attias, regista e produttore televisivo statunitense
- 4 dicembre - Perry Clark, allenatore di pallacanestro statunitense
- 4 dicembre - Gérard Courant, regista, attore e scrittore francese
- 4 dicembre - Reinhard Eiben, ex canoista tedesco orientale
- 4 dicembre - Mick Garris, regista e sceneggiatore statunitense
- 4 dicembre - Alessandro Guidi, ex arbitro di calcio italiano
- 4 dicembre - Régis Loisel, disegnatore e fumettista francese
- 4 dicembre - Wilner Piquant, ex calciatore haitiano
- 4 dicembre - Martha Reynoso, ex cestista cubana
- 4 dicembre - Gary Rossington, musicista e chitarrista statunitense († 2023)
- 4 dicembre - Patricia Wettig, attrice e drammaturga statunitense
- 5 dicembre - Ardiansyah, scacchista indonesiano († 2017)
- 5 dicembre - Morgan Brittany, attrice statunitense
- 5 dicembre - Larry Zbyszko, ex wrestler statunitense
- 6 dicembre - Pialuisa Bianco, giornalista e saggista italiana
- 6 dicembre - Wendy Ellis Somes, ex ballerina e produttrice teatrale britannica
- 6 dicembre - Gerry Francis, ex calciatore e allenatore di calcio inglese
- 6 dicembre - Maurice Hope, ex pugile britannico
- 6 dicembre - Michael Lynch, genetista statunitense
- 6 dicembre - Gramoz Ruçi, politico albanese
- 7 dicembre - Daniel Branca, fumettista argentino († 2005)
- 7 dicembre - Lucy Hughes-Hallett, scrittrice e biografa britannica
- 7 dicembre - Pat McFarland, ex cestista statunitense
- 7 dicembre - Nicolae Munteanu, ex pallamanista rumeno
- 7 dicembre - Salvatore Perugini, politico italiano
- 7 dicembre - Alberto Ruy Sánchez, scrittore messicano
- 8 dicembre - Bill Bryson, giornalista e scrittore statunitense
- 8 dicembre - Jan Eggum, cantante norvegese
- 8 dicembre - Lindsay Hairston, ex cestista statunitense
- 8 dicembre - Knut Hjeltnes, discobolo e pesista norvegese († 2024)
- 8 dicembre - Mick Lyons, allenatore di calcio e ex calciatore inglese
- 8 dicembre - Luigi Malabarba, sindacalista e politico italiano
- 8 dicembre - Terry McDermott, ex calciatore e allenatore di calcio britannico
- 9 dicembre - Dominique Dropsy, calciatore francese († 2015)
- 9 dicembre - Angelika Milster, cantante, attrice e doppiatrice tedesca
- 9 dicembre - Keiko Namai, ex cestista giapponese
- 9 dicembre - Mario Pepe, politico e medico italiano
- 9 dicembre - Nicola Rossi, politico e economista italiano
- 10 dicembre - Vincenzo Balzani, pianista italiano
- 10 dicembre - Jim Boatwright, cestista e allenatore di pallacanestro statunitense († 2013)
- 10 dicembre - Javier Escalza, calciatore spagnolo († 2007)
- 10 dicembre - Ellen Nikolaysen, cantante norvegese
- 10 dicembre - Mike Sylvester, ex cestista e allenatore di pallacanestro statunitense
- 10 dicembre - Bogusław Zych, schermidore polacco († 1995)
- 11 dicembre - Bob Cochran, ex sciatore alpino statunitense
- 11 dicembre - József Deme, ex canoista ungherese
- 11 dicembre - Spike Edney, musicista britannico
- 11 dicembre - Fausto Cisoto Giannecchini, ex cestista brasiliano
- 11 dicembre - Apollo Faye, ex cestista francese
- 11 dicembre - Mazlan Othman, astrofisica malese
- 11 dicembre - Billy Schaeffer, ex cestista statunitense
- 11 dicembre - Ria Stalman, ex discobola e pesista olandese
- 11 dicembre - Batoo Tshering, generale bhutanese
- 12 dicembre - Anatolij Aljab'ev, biatleta e pedagogista sovietico († 2022)
- 12 dicembre - Mercedes Cabrera, politica e storica spagnola
- 12 dicembre - Stefaan De Clerck, politico belga
- 12 dicembre - Steven Hawley, ex astronauta statunitense
- 12 dicembre - Wau Holland, informatico tedesco († 2001)
- 12 dicembre - Marcello Jori, artista italiano
- 12 dicembre - Amani Jumatano, ex tennista francese
- 12 dicembre - Greg Lee, cestista statunitense († 2022)
- 12 dicembre - Rehman Malik, politico e funzionario pakistano († 2022)
- 12 dicembre - Joe Sestak, politico e ammiraglio statunitense
- 12 dicembre - La Costa, cantante statunitense
- 12 dicembre - Roseline Vachetta, politica francese
- 13 dicembre - Luciano Costantini, politico italiano
- 13 dicembre - David Brandon, attore, scrittore e regista teatrale irlandese
- 13 dicembre - Pierluigi Guiducci, giurista e storico italiano
- 13 dicembre - Grażyna Gęsicka, sociologa e politica polacca († 2010)
- 13 dicembre - Andrews Thazhath, arcivescovo cattolico indiano
- 13 dicembre - Federico Tiezzi, attore, drammaturgo e regista teatrale italiano
- 13 dicembre - Toru Yoshikawa, ex calciatore giapponese
- 14 dicembre - John Brown, ex cestista statunitense
- 14 dicembre - Rick Colella, ex nuotatore statunitense
- 14 dicembre - Clyde Dickey, cestista statunitense († 2003)
- 14 dicembre - Amy Hempel, scrittrice e giornalista statunitense
- 14 dicembre - Joaquim Moutinho, pilota di rally portoghese († 2019)
- 14 dicembre - David T. Runia, grecista e latinista australiano
- 14 dicembre - Max Stefani, giornalista e critico musicale italiano
- 14 dicembre - Jan Timman, scacchista olandese
- 14 dicembre - Celia Weston, attrice statunitense
- 15 dicembre - Pablo Blanco, ex calciatore e dirigente sportivo spagnolo
- 15 dicembre - Fausto Inselvini, dirigente sportivo, allenatore di calcio e ex calciatore italiano
- 15 dicembre - Joe Jordan, allenatore di calcio e ex calciatore scozzese
- 15 dicembre - Mori, ex calciatore spagnolo
- 15 dicembre - Guillermo Moreno, ex cestista e allenatore di pallacanestro colombiano
- 15 dicembre - Jenő Pap, ex schermidore ungherese
- 15 dicembre - Red Ronnie, giornalista, critico musicale e disc jockey italiano
- 15 dicembre - Arkadij Rotenberg, imprenditore russo
- 15 dicembre - Giacomo Vismara, pilota di rally italiano
- 16 dicembre - Aykut Barka, geologo turco († 2002)
- 16 dicembre - Mauro Della Martira, ex calciatore italiano
- 16 dicembre - Robben Ford, chitarrista, cantante e compositore statunitense
- 16 dicembre - Jimmy Foster, ex cestista statunitense
- 16 dicembre - Moreno Frigerio, ex arbitro di calcio italiano
- 16 dicembre - Bill Johnson, attore statunitense
- 16 dicembre - Deborah Pratt, attrice, scrittrice e produttrice cinematografica statunitense
- 16 dicembre - Rinaldo Rinaldi, critico letterario italiano
- 16 dicembre - David Schofield, attore britannico
- 16 dicembre - Armando Valli, politico italiano
- 16 dicembre - Jan van Breda Kolff, ex cestista e allenatore di pallacanestro statunitense
- 16 dicembre - Ewa Wasielewska, ex cestista polacca
- 17 dicembre - Tat'jana Kazankina, ex mezzofondista sovietica
- 17 dicembre - Colleen O'Connor, ex danzatrice su ghiaccio statunitense
- 17 dicembre - Luigi Weiss, ex biatleta e scialpinista italiano
- 18 dicembre - Volker Bouffier, politico tedesco
- 18 dicembre - Pape Diouf, giornalista e procuratore sportivo senegalese († 2020)
- 18 dicembre - Robert Edward Freeman, filosofo e insegnante statunitense
- 18 dicembre - Bobby Jones, ex cestista statunitense
- 18 dicembre - Jim Jontz, politico statunitense († 2007)
- 18 dicembre - A. J. Timothy Jull, docente statunitense
- 18 dicembre - Vladimir Jumin, lottatore sovietico († 2016)
- 18 dicembre - Domenico Quirico, giornalista italiano
- 18 dicembre - Zvi Sherf, ex cestista e allenatore di pallacanestro israeliano
- 18 dicembre - Andrew Thomas, ex astronauta australiano
- 18 dicembre - Alan West, ex calciatore inglese
- 19 dicembre - Teodolinda Barolini, italianista, saggista e filologa statunitense
- 19 dicembre - Leonard Gray, cestista statunitense († 2006)
- 19 dicembre - Fred Leslie, ex astronauta statunitense
- 19 dicembre - Migueli, ex calciatore spagnolo
- 19 dicembre - Alvin Eliot Roth, economista statunitense
- 19 dicembre - Anette Rückes, ex velocista tedesca
- 19 dicembre - Stenio Solinas, giornalista e saggista italiano
- 19 dicembre - Ivano Tagliaferri, scrittore e sociologo italiano
- 20 dicembre - Federico Antinori, fumettista italiano
- 20 dicembre - Kate Atkinson, scrittrice britannica
- 20 dicembre - Walter Basso, scrittore italiano
- 20 dicembre - Salvatore Buglio, politico italiano
- 20 dicembre - Lynne Featherstone, politica inglese
- 20 dicembre - Wolfgang Güldenpfennig, ex canottiere tedesco
- 20 dicembre - Lee Nak-yon, politico sudcoreano
- 20 dicembre - Phil Lumpkin, cestista e allenatore di pallacanestro statunitense († 2009)
- 20 dicembre - Peter May, scrittore e giornalista scozzese
- 20 dicembre - Matti Pitkänen, ex fondista finlandese
- 20 dicembre - Joey Silvera, attore pornografico statunitense
- 20 dicembre - Shigeru Suzuki, cantautore e chitarrista giapponese
- 21 dicembre - Fiorella Bonicelli, ex tennista uruguaiana
- 21 dicembre - Martufello, comico, cabarettista e umorista italiano
- 21 dicembre - Steve Perryman, ex calciatore, allenatore di calcio e dirigente sportivo inglese
- 21 dicembre - Franco Righetti, politico italiano
- 22 dicembre - Patty Boydstun, ex sciatrice alpina statunitense
- 22 dicembre - Timothy Broglio, arcivescovo cattolico statunitense
- 22 dicembre - Judy Crawford, ex sciatrice alpina canadese
- 22 dicembre - Gerald Grosvenor, VI duca di Westminster, nobile, imprenditore e militare britannico († 2016)
- 22 dicembre - Víctor Mora, cestista venezuelano († 2016)
- 22 dicembre - Vasilij Ročev, ex fondista sovietico
- 22 dicembre - Piero Testoni, politico e giornalista italiano († 2025)
- 23 dicembre - Ștefania Borș, ex cestista rumena
- 23 dicembre - Quinídio Correia, politico portoghese
- 23 dicembre - Anthony Phillips, chitarrista, polistrumentista e compositore britannico
- 23 dicembre - Kevin Restani, cestista e allenatore di pallacanestro statunitense († 2010)
- 24 dicembre - Gaëtan e Paul Brizzi, regista, animatore e pittore francese
- 24 dicembre - Jerzy Kraska, ex calciatore polacco
- 24 dicembre - V"jačeslav Leščuk, ex calciatore sovietico
- 24 dicembre - Renato Moro, storico italiano
- 24 dicembre - Stefano Natale, attore e musicista italiano
- 24 dicembre - Sergio Ramírez, allenatore di calcio e ex calciatore uruguaiano
- 24 dicembre - Aliye Uzunatağan, attrice e doppiatrice turca
- 24 dicembre - Doug Wark, ex calciatore scozzese
- 25 dicembre - Eugenio Alberti, cantante italiano
- 25 dicembre - Antonio D'Alì, ex politico italiano
- 25 dicembre - Conrad Homfeld, cavaliere statunitense
- 25 dicembre - Valentino Leonarduzzi, allenatore di calcio e ex calciatore italiano
- 25 dicembre - Pam Muñoz Ryan, scrittrice statunitense
- 25 dicembre - Warren Robinett, programmatore e autore di videogiochi statunitense
- 25 dicembre - Aleksandr Šochin, economista e politico russo
- 26 dicembre - Steve Bisley, attore australiano
- 26 dicembre - Raffaella Corcione Sandoval, pittrice e scultrice venezuelana
- 26 dicembre - José Horacio Gómez, arcivescovo cattolico messicano
- 26 dicembre - Carlo Martigli, scrittore italiano
- 26 dicembre - Ginzō Matsuo, doppiatore giapponese († 2001)
- 26 dicembre - Piero Necchi, pilota automobilistico italiano
- 26 dicembre - Claudia Poggiani, attrice e drammaturga italiana († 2002)
- 26 dicembre - Guido Pozzo, arcivescovo cattolico italiano
- 26 dicembre - David Proctor, calciatore inglese († 2000)
- 26 dicembre - Paul Quinn, chitarrista britannico
- 26 dicembre - John Scofield, chitarrista statunitense
- 26 dicembre - Žarko Varajić, cestista e dirigente sportivo jugoslavo († 2019)
- 27 dicembre - Hans Aarsman, fotografo, scrittore e docente olandese
- 27 dicembre - Charles Band, produttore cinematografico, regista e sceneggiatore statunitense
- 27 dicembre - Karla Bonoff, cantautrice statunitense
- 27 dicembre - Kent Johansson, politico svedese
- 27 dicembre - Eduardo Laing, ex calciatore honduregno
- 27 dicembre - Giovanni Robusti, sindacalista e politico italiano
- 27 dicembre - Ernesto Zedillo, politico messicano
- 28 dicembre - Fabio Baratella, politico italiano
- 28 dicembre - Ian Buruma, saggista e orientalista olandese
- 28 dicembre - John Gray, scrittore e saggista statunitense
- 28 dicembre - Sajid Khan, attore indiano († 2023)
- 28 dicembre - Gilbert Montagné, cantautore e pianista francese
- 28 dicembre - Rumen Pejčev, cestista e allenatore di pallacanestro bulgaro († 2010)
- 28 dicembre - Jacques Zimako, calciatore francese († 2021)
- 29 dicembre - Nancy Darsch, allenatrice di pallacanestro statunitense († 2020)
- 29 dicembre - Yvonne Elliman, cantante statunitense
- 29 dicembre - Hilary Green, ex danzatrice su ghiaccio britannica
- 29 dicembre - Alfonso Lentini, scrittore e artista italiano
- 29 dicembre - Laurel Massé, cantante statunitense
- 29 dicembre - Randy Pfund, allenatore di pallacanestro e dirigente sportivo statunitense
- 29 dicembre - Christian Sarramagna, allenatore di calcio e ex calciatore francese
- 29 dicembre - Trần Ngọc Định, artista marziale vietnamita
- 29 dicembre - Mike deGruy, direttore della fotografia statunitense († 2012)
- 30 dicembre - Doug Allder, ex calciatore inglese
- 30 dicembre - Jean-Pierre Bel, politico francese
- 30 dicembre - Stefano Cammelli, storico italiano
- 30 dicembre - Roman Dereziński, ex sciatore alpino polacco
- 30 dicembre - Nancy LaMott, cantante statunitense († 1995)
- 30 dicembre - Mialo Mwape, ex calciatore della Repubblica Democratica del Congo
- 30 dicembre - Norman Platnick, aracnologo statunitense († 2020)
- 30 dicembre - Nick Rose, ex mezzofondista britannico
- 30 dicembre - Dianne Wilson, ex cestista australiana
- 30 dicembre - Ben Witherington, biblista statunitense
- 31 dicembre - Andranik Eskandarian, ex calciatore iraniano
- 31 dicembre - Tom Hamilton, bassista statunitense
- 31 dicembre - Jimmy Haslip, bassista e produttore discografico statunitense
- 31 dicembre - Lynn Meredith, cantante statunitense
- 31 dicembre - Kenny Roberts, ex pilota motociclistico e dirigente sportivo statunitense